# Quincampoix
Quincampoix is een gemeente in het Franse departement Seine-Maritime (regio Normandië) en telt 2690 inwoners (1999). De plaats maakt deel uit van het arrondissement Rouen.

## Geografie
De oppervlakte van Quincampoix bedraagt 20,3 km², de bevolkingsdichtheid is 132,5 inwoners per km².
De onderstaande kaart toont de ligging van Quincampoix met de belangrijkste infrastructuur en aangrenzende gemeenten.

## Demografie
Onderstaande figuur toont het verloop van het inwonertal (bron: INSEE-tellingen).